# Хондурас на Светском првенству у атлетици на отвореном 2015.
Хондурас је учествовао на Светском првенству у атлетици на отвореном 2015. одржаном у Пекингу од 22. до 30. августа петнаести пут, односно учествовао је на свим првенствима до данас. Репрезентацију Хондураса је представљао један такмичар који се такмичио у трци на 200 метара.,
На овом првенству Хондурас није освојио ниједну медаљу, нити је постигнут национални или лични рекорд. Постигнут је само један најбољи лични резултат сезоне.

## Учесници
Мушкарци:
- Роландо Паласиос — 200 м

## Резултати

### Мушкарци
| Атлетичар        | Дисциплина | Лични рекорд        | Квалификације   | Квалификације   | Полуфинале           | Полуфинале           | Финале               | Финале               | Детаљи |
| Атлетичар        | Дисциплина | Лични рекорд        | Резултат        | Место           | Резултат             | Место                | Резултат             | Место                | Детаљи |
| ---------------- | ---------- | ------------------- | --------------- | --------------- | -------------------- | -------------------- | -------------------- | -------------------- | ------ |
| Роландо Паласиос | 200 м      | 20,40 (-0.9 м/с) НР | дисквалификован | дисквалификован | Није се квалификовао | Није се квалификовао | Није се квалификовао | Није се квалификовао |        |